# Dąbie (Krakau)

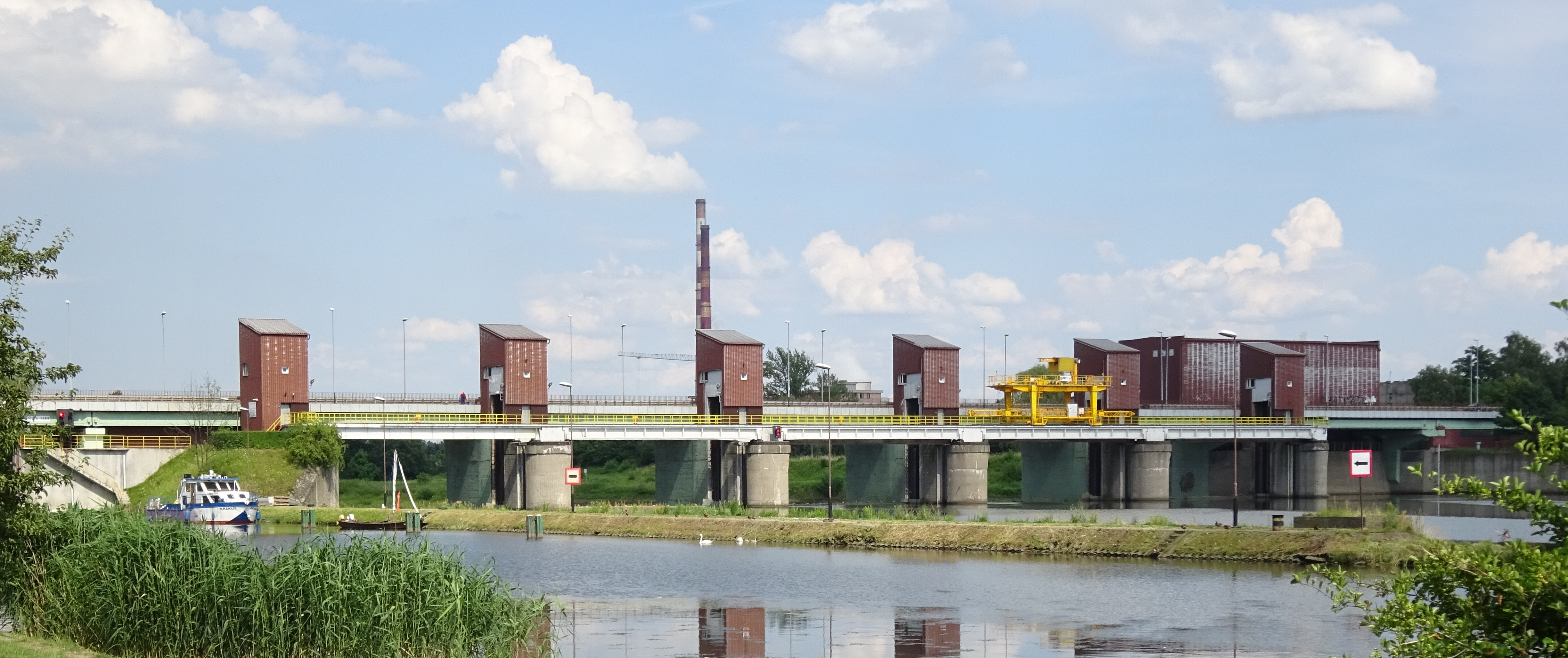
Staustufe an der Weichsel in Dąbie

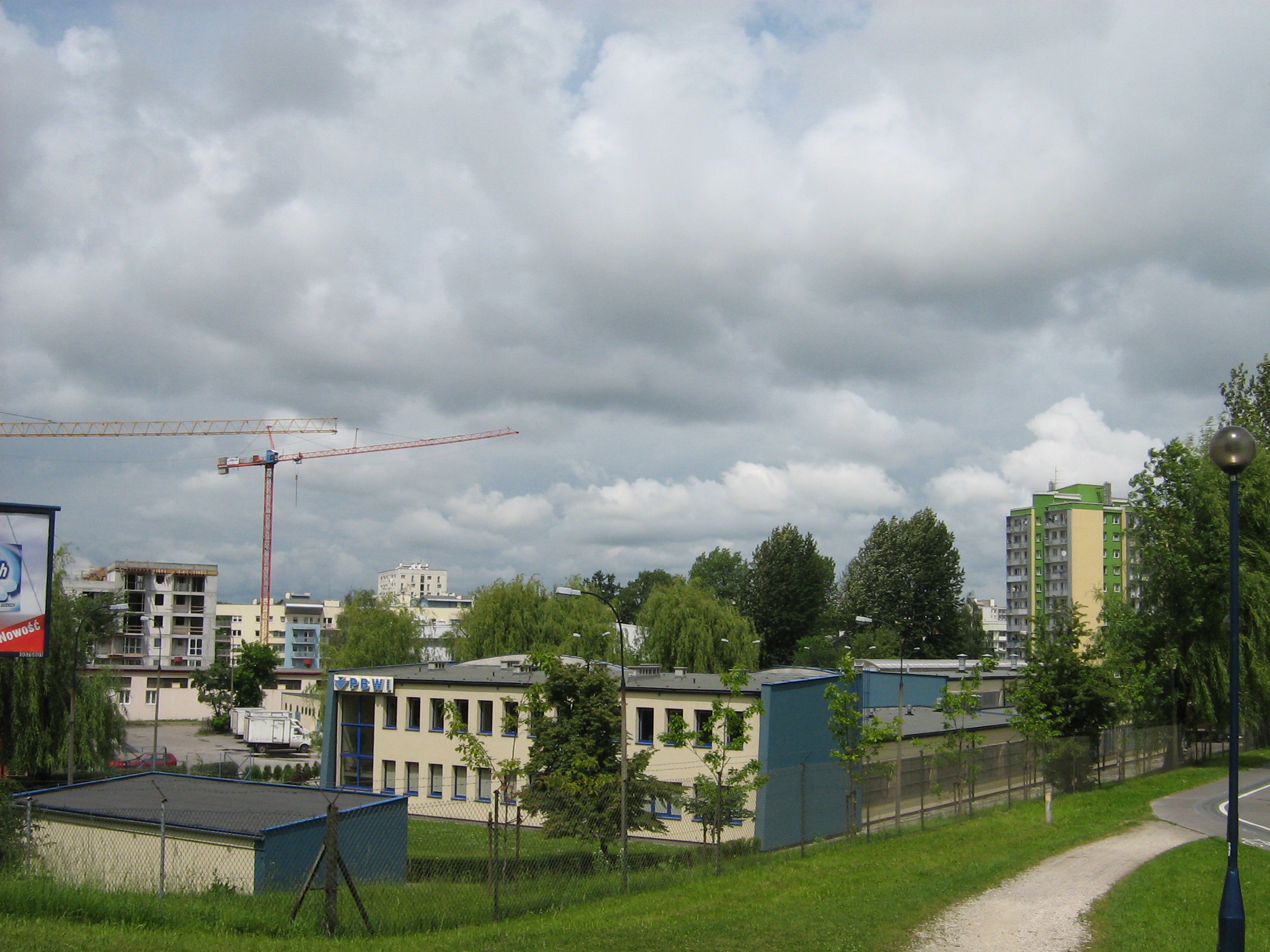
Blick auf Dąbie

Dąbie ist ein Stadtteil von Krakau in Polen, im Stadtbezirk II Grzegórzki, nördlich der Weichsel zwischen Grzegórzki im Westen und Czyżyny im Osten.

## Geschichte
Der Ort wurde im Jahr 1254 als Dambe erstmals urkundlich erwähnt, als es im Besitz der Norbertinerinnen in Zwierzyniec war. Der topographische Name ist von Eichen (polnisch dąb) abgeleitet.
Ab dem 15. Jahrhundert nahm die Stadt Krakau das Dorf mit Grzegórzki in Pacht, aber oft verkaufte Krakau das Dorf reichen Bürgern oder Ratsherren. Im 17. Jahrhundert gab es dort eine Ziegelei, einen Sägewerk, zahlreiche Teiche und eine städtische Brauerei. Politisch gehörte das Dorf zunächst zum Königreich Polen (ab 1569 in der Adelsrepublik Polen-Litauen), Woiwodschaft Krakau, Kreis Proszowice (später Kreis Kraków).
Bei der dritten Teilung Polens wurde Dąbie 1795 Teil des habsburgischen Kaiserreichs. In den Jahren 1815–1846 gehörte das Dorf zur Republik Krakau, 1846 wurde es als Teil des Großherzogtums Krakau wieder in die Länder des Kaisertums Österreich annektiert. Ab dem Jahr 1855 gehörte Dąbie zum Bezirk Krakau.
Im Jahr 1900 hatte die Gemeinde Dąbie 340 Hektar Fläche, 119 Häuser mit 1499 Einwohnern, davon war die Mehrheit römisch-katholisch (1453) und polnischsprachig (1163) war, es gab auch u. a. 245 Deutschsprachige, 77 Personen anderer Sprache und 31 Juden.
1911 wurde die Gemeinde mit um 1600 Einwohnern nach Krakau eingemeindet. Der neue Stadtteil umfasste im Norden auch einen kleinen Teil der Gemeinde Rakowice. Im Jahr 1921 hatte der Stadtteil XX. Dąbie 2307 Einwohnern.
1931 wurde eine Wodka-Fabrik gegründet. Am 15. Januar 1945 wurden 79 Personen von Deutschen getötet. 1961 wurde eine Staustufe an der Weichsel errichtet. Zu dieser Zeit wurde das Gebiet mit Plattenbau-Siedlungen umgebaut. 1983 wurde eine römisch-katholische Pfarrei errichtet.